# Puerto de La Caleta
El Puerto de La Caleta o Puerto de La Caleta de Vélez es un puerto pesquero y deportivo ubicado a tres kilómetros al este de Torre del Mar, en el municipio de Vélez-Málaga, provincia de Málaga, comunidad autónoma de Andalucía, en España.

## Características
El Puerto de La Caleta de Vélez es la única instalación portuaria para la flota deportiva de la Costa del Sol oriental. El que fuera un gran puerto pesquero ha convertido parte de sus instalaciones en una moderna área marina deportiva gracias a los trabajos llevados a cabo en los últimos años. El puerto de Caleta de Vélez aprovecha el abrigo natural a los temporales de poniente, debido a la orientación de la costa, mientras queda protegido de los vientos de levante por un dique de bloques.
Dique de abrigo de poniente
TIPO	LONGITUD (m)	PROFUNDIDAD AL PIÉ (m)
Talud	125	3
Dique de abrigo
TIPO	LONGITUD (m)	PROFUNDIDAD AL PIE (m)
Talud	337	5,5
Dique de abrigo sur
TIPO	LONGITUD (m)	PROFUNDIDAD AL PIE (m)
Talud	1000	7

### Características de la dársena
- Superficie tierra (m²): 124.438
- Longitud (m): 90-510
- Calado (m): 4-5.5
- Ancho bocana (m): 35
- Número de amarres: 263
- Superficie agua abrigada (m²): 103.607
- Eslora máxima (m): 20
- Canal VHF: 10

### Ampliaciones previstas
La actuación propuesta por la EPPA, que en breve pasará a exposición pública para abrir el plazo de presentación de alegaciones, plantea la ampliación del espacio portuario mediante la construcción de un nuevo dique exterior, paralelo al actual, de una longitud de unos 850 metros, y un nuevo contradique en la zona de poniente, donde se habilitará la dársena pesquera, de cerca de medio kilómetro de longitud (490 m). 
El proyecto permitirá crear una nueva dársena pesquera de más de 3,5 ha capaz de albergar la flota actual (110 embarcaciones) y otra para la flota recreativa con 709 nuevos atraques, elevando el número de amarre a 986, ampliando su superficie a 12,5 ha. Asimismo, la ampliación dotará al puerto de 2,1 ha de zona de varada. 
Hacia mar abierto
La Junta plantea la ampliación del puerto hacia mar abierto, minimizando los afectos negativos sobre las playas cercanas, según explicó el encargado de la junta, que dijo que la actuación cuenta ya con el proyecto básico y el informe de impacto ambiente redactados. 
Licitación
La responsable de la empresa pública portuaria anunció que es intención de la EPPA pedir antes de finales de 2006 a Costas la adscripción de las aguas afectadas por el proyecto, con el objetivo de poder licitar la construcción y explotación de la nueva dársena deportiva en el primer trimestre de 2007. 
Badía dijo que la misma empresa se encargará también de realizar la dársena pesquera, aunque la explotación seguirá dependiendo de la EPPA. 
Sobre el plazo de ejecución, estimó que serán necesarios entre dos y tres años como mínimo, sin incluir las obras de las edificaciones como la nueva lonja y las casetas de enseres. En este sentido, la Cofradía ha pedido a la EPPA la habilitación de un espacio cubierto provisional para realizar la venta de pescado. 
Inversión: 66.124.661 euros. 
Duración: entre dos y tres años. 
Extensión: hacia mar abierto. Se hará un nuevo dique exterior de 850 m
Dársena Pesquera: 3,5 ha. El muelle deberá albergar la actual flota (110 barcos). 
Dársena recreativa: 12,5 ha. Se creará 709 nuevos amarres, lo que elevará los atraques a 986.

- Ampliación exterior, incorporando 25 ha
- Construcción de una nueva dársena pesquera totalmente equipada a poniente liberando la ribera de poniente.
- Construcción de nueva dársena exterior y ampliación del varadero.
- Resolución del contacto entre la trama urbana y el espacio portuario mediante nuevo paseo peatonal equipado.
- Importante plataforma de servicios náuticos.
- Varadero 1,9 ha
- Capacidad puerto superior a 800 atraques de hasta 25 m de eslora.
- 5,2 ha de agua neta abrigada y una eslora media de 14 m
- Nueva dársena exterior: 3,25 ha agua neta y 420 atraques.
- Remodelación dársena interior: 11.670 m² agua neta y 111 atraques
- Nuevos espacios en la ribera para el desarrollo de actividades complementarias (hasta 1,2 ha de techo)
- Coste total de la inversión portuaria estimado en 67 millones de euros.
- Desarrollo actividades complementarias, 18 millones de euros 
- Desarrollo concesional mediante ley 13/2003, reguladora del contrato de concesión de obras públicas.

## Localización y accesos
Se encuentra a 50 km del aeropuerto y a 40 de la estación de tren de Málaga.

## Gestión y dirección
- Organismo propietario: Junta de Andalucía – Consejería de Obras Públicas y Transportes
- Tipo de gestión: indirecta